# 和硕怀恪公主
和硕怀恪公主（1695年—1717年），雍正帝第二女，生母為齐妃李氏。和碩懷恪公主是雍正帝唯一一個長至成年的女兒。

## 生平
康熙三十四年（1695年）七月初六日生于藩邸，生母李氏時為侍妾。康熙五十一年（1712年）三月，封為郡君，七月晉為郡主，九月下嫁勛舊世家出身的都統满洲正白旗烏拉那拉氏興德（亦作星德、性德）。康熙五十六年（1717年）三月逝世，年僅二十二歲。
额驸兴德雖有两个儿子，但都不是懷恪公主所出的。清廷給予这两位庶出子荫生的身份，但是他们並没有出仕。这直接导致兴德一门从孙辈开始，由高级官宦人家跌落到旗内兵丁阶層。
雍正元年（1723年）三月初四日，追封和碩格格为和硕怀恪公主，遣官致祭和修坟立碑依照慣例辦理。雍正十二年（1734年）十一月，著给与和碩额驸星德十年俸银，並奉旨在达里冈爱军营操演蒙古士兵。乾隆元年（1736年）正月召还。乾隆四年（1739年）四月去世。